# European Film Award du meilleur film d'animation
Le Prix du cinéma européen du meilleur film d'animation (European Film Award for Best Animated Film) est une récompense cinématographique décernée depuis 2009 par l'Académie européenne du cinéma lors de la cérémonie annuelle des Prix du cinéma européen.

## Palmarès

### Années 2000 - 2010
- 2009 : Mia et le Migou  France  Italie
  - Brendan et le Secret de Kells (The Secret of Kells)  Belgique  France  Irlande
  - Niko, le petit renne (Niko - Lentäjän poika)  Danemark  Finlande  Allemagne  Royaume-Uni

- 2010 : L'Illusionniste (The Illusionist)  Royaume-Uni  France
  - Planète 51 (Planet 51)  Espagne  Royaume-Uni
  - Le Voyage extraordinaire de Samy (Sammy's Adventures: The Secret Passage)  Belgique

- 2011 : Chico et Rita (Chico y Rita)  Espagne  Île de Man
  - Le Chat du rabbin  France
  - Une vie de chat  France  Belgique

- 2012 : Aloïs Nebel  République tchèque  Allemagne
  - Les Pirates ! Bons à rien, mauvais en tout (The Pirates! in an Adventure with Scientists)  Royaume-Uni  États-Unis
  - Arrugas  Espagne

- 2013 : Le Congrès (כנס העתידנים)  Israël  France  Allemagne  Pologne  Luxembourg  Belgique
  - Jasmine  France
  - Pinocchio  Italie  Luxembourg  France  Belgique

- 2014[1] : L'arte della felicità  Italie
  - Jack et la Mécanique du cœur  France  Belgique
  - Minuscule : La Vallée des fourmis perdues  France

- 2015 : Le Chant de la mer (Song of the Sea) de Tomm Moore

- 2016 : Ma vie de Courgette

- 2017 : La Passion Van Gogh

- 2018 : Another Day of Life de Raul de la Fuente et Damian Nenow  Pologne
  - Cro Man (Early Man) de Nick Park  Royaume-Uni
  - Parvana, une enfance en Afghanistan (The Breadwinner) de Nora Twomey  Royaume-Uni
  - Croc-Blanc de Alexandre Espigares  France

- 2019 : Buñuel après l'âge d'or de Salvador Simó  Espagne
  - J'ai perdu mon corps de Jérémy Clapin  France
  - Les Hirondelles de Kaboul de Zabou Breitman et Éléa Gobbé-Mévellec  France  Luxembourg  Suisse
  - L'Extraordinaire Voyage de Marona de Anca Damian  France

### Années 2020
- 2020 : Josep de Aurel  France
  - Calamity, une enfance de Martha Jane Cannary de Rémi Chayé  France
  - Klaus de Sergio Pablos  Espagne
  - The Nose or the Conspiracy of Mavericks (Нос или заговор нэтаких) de Andreï Khrjanovski  Russie

- 2021 : Flee (Flugt) de Jonas Poher Rasmussen  Danemark
  - Même les souris vont au paradis (I mysi patrí do nebe) de Denisa Grimmová et Jan Bubeníček  Tchéquie
  - Ma mère est un gorille (et alors ?) (Apstjarnan) de Linda Hambäck  Suède
  - Où est Anne Frank ! (Where Is Anne Frank) de Ari Folman  Belgique
  - Le Peuple Loup (Wolfwalkers) de Tomm Moore et Ross Stewart  Irlande

- 2022 : Interdit aux chiens et aux Italiens de Alain Ughetto  France  Italie  Belgique  Suisse

- 2023 : Robot Dreams de Pablo Berger  Espagne

- 2024 : Flow de Gints Zilbalodis